# Antonio Candreva
Antonio Candreva (ur. 28 lutego 1987 w Rzymie) – włoski piłkarz, występujący na pozycji pomocnika we włoskim klubie US Salernitana 1919, do którego jest wypożyczony z UC Sampdoria. W latach 2009–2018 reprezentant Włoch.

## Kariera klubowa
Antonio Candreva zawodową karierę rozpoczął w 2004 w Ternanie Calcio. W jej barwach zadebiutował w sezonie 2004/2005, kiedy to rozegrał dwa spotkania w Serie B. Miejsce w podstawowym składzie Ternany Candreva wywalczył sobie w kolejnych rozgrywkach, kiedy to zanotował 29 ligowych występów. "Rossoverdi" zajęli jednak 20. miejsce w tabeli i spadli do Serie C1. W sezonie 2006/2007 włoski zawodnik był jednym z wyróżniających się graczy swojego zespołu.
Dzięki dobrej formie 24 maja 2007 podpisał kontrakt z występującym w Serie A Udinese Calcio. W pierwszej lidze zadebiutował jednak dopiero 27 stycznia 2008 w zremisowanym 0:0 meczu z Interem. W nowym klubie Candreva musiał pogodzić się z rolą rezerwowego i w trakcie całego sezonu zanotował tylko 3 ligowe występy.
W letnim okienku transferowym Włoch został wypożyczony do drugoligowego Livorno, gdzie od razu stał się podstawowym graczem. W sezonie 2008/2009 rozegrał w Serie B 33 mecze i strzelił 2 gole. Razem z Livorno zajął trzecie miejsce w tabeli i awansował do pierwszej ligi dzięki zwycięstwu w barażach.
20 stycznia 2010 Candreva został wypożyczony na pół roku do Juventusu, lecz po zakończonym sezonie nie został wykupiony na stałe i powrócił do Udinese Calcio.
30 sierpnia 2010 roku zawodnik został wypożyczony do Parmy z możliwością pierwokupu po zakończeniu sezonu. W 2011 roku wypożyczono go do Ceseny, a rok później do S.S. Lazio.
W lipcu 2012 r. "Biancocelesti" wykupili Candrevę.

## Kariera reprezentacyjna
Candreva ma za sobą występy w młodzieżowych reprezentacjach Włoch. Pierwszy mecz zanotował 26 października 2004, kiedy to kadra do lat 18 przegrała 0:4 z drużyną Czech. Następnie Candreva występował w zespołach do lat 19, 20 oraz 21. Jedyną bramkę dla młodzieżowych reprezentacji włoski pomocnik strzelił 16 października 2005, kiedy to drużyna Włoch do lat 19 pokonała 2:0 Macedonię. Candreva w 2008 brał udział w Igrzyskach Olimpijskich w Pekinie, podczas których zastąpił kontuzjowanego Claudio Marchisio.
Na początku listopada 2009 Candreva został powołany przez Marcello Lippiego do seniorskiej reprezentacji Włoch na towarzyskie mecze z Holandią i Szwecją. W drużynie narodowej zadebiutował 14 listopada w zremisowanym 0:0 spotkaniu przeciwko Holandii. W 77. minucie został wówczas zmieniony przez Riccardo Montolivo.